# Boisset (Hérault)
Boisset è un comune francese di 26 abitanti situato nel dipartimento dell'Hérault nella regione dell'Occitania.

## Società

### Evoluzione demografica
Abitanti censiti